# Alphabet glagolitique
L'alphabet glagolitique est le plus ancien alphabet slave. Inventé par les frères Cyrille et Méthode au monastère de Polychron (en), il est originellement utilisé en Grande-Moravie. Il tire son nom du vieux-slave glagoljati qui signifie « dire ». Il est couramment utilisé au Moyen Âge dans les pays de langues slaves méridionales, et sporadiquement au royaume de Bohême. Au cours du Xe siècle, l'alphabet cyrillique, dérivé de l'alphabet grec, remplace progressivement l'alphabet glagolitique, qui lui lègue tout de même quelques lettres comme Ж, Ч, Ш, Щ, Џ, З, Ћ ou Ђ.

## Histoire
Cet alphabet slave est utilisé dans le royaume de Grande-Moravie, au IXe siècle, par Cyrille et Méthode pour traduire la Bible en vieux-slave : ils veulent ainsi la rendre accessible aux Slaves dans le cadre de l’évangélisation des populations du pays. Il est aussi utilisé pour l'évangélisation des Balkans. 
En 1248, l'évêque de Senj, en Croatie, est autorisé par le pape Innocent IV à utiliser le vieux-slave et l'alphabet glagolitique dans la liturgie. Des stèles écrites en glagolitique au XIe siècle — dont la stèle de Baška et la stèle de Valun (hr), probablement plus ancienne et moins riche, mais bilingue — et dans les alphabets glagolitique et latin, ainsi que de nombreux missels dont quelques incunables, prouvent effectivement la persistance de cette écriture dans la liturgie de Croatie jusqu'au XVIIIe siècle. L’Évangéliaire de Reims, dont la première partie, du XIe siècle, est écrite en cyrillique, est complété à Prague à la fin du XIVe siècle en glagolitique. Un peu antérieur, le Codex Gigas, un manuscrit latin écrit en Bohême au XIIIe siècle, contient une page détaillant l’alphabet glagolitique, témoignage de l’usage persistant de cette écriture chez les Slaves de l’ouest.

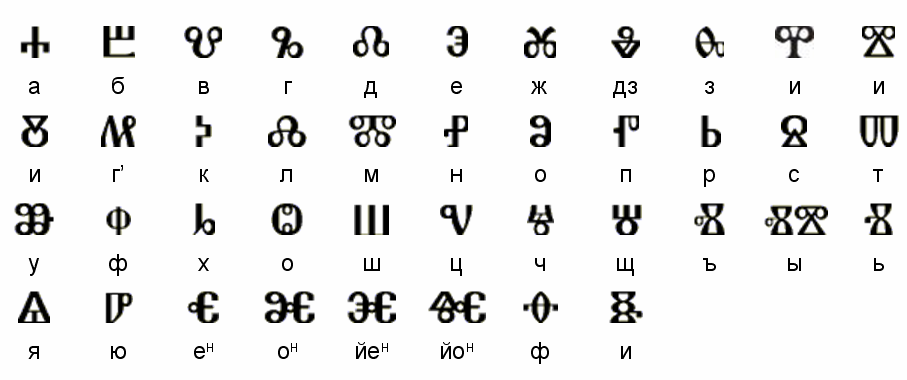
Alphabet glagolitique et ses équivalents en cyrillique.
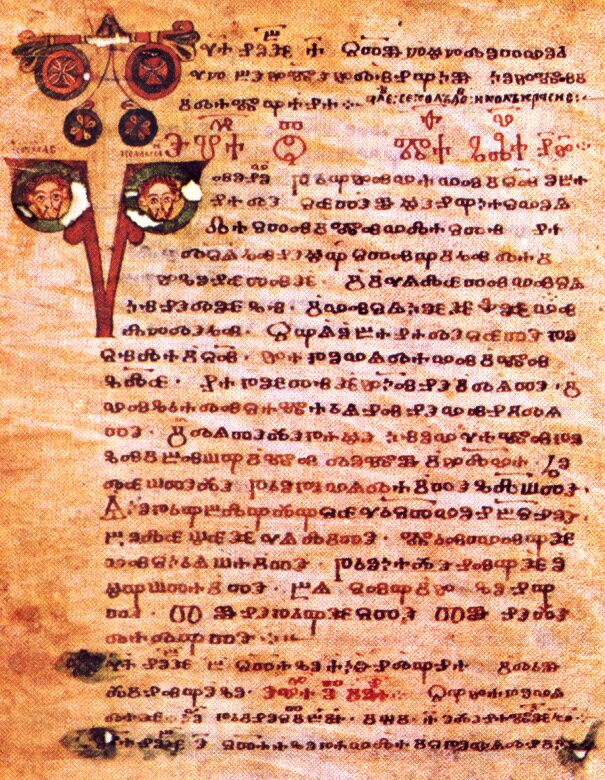
Codex en glagolitique (XIe siècle).
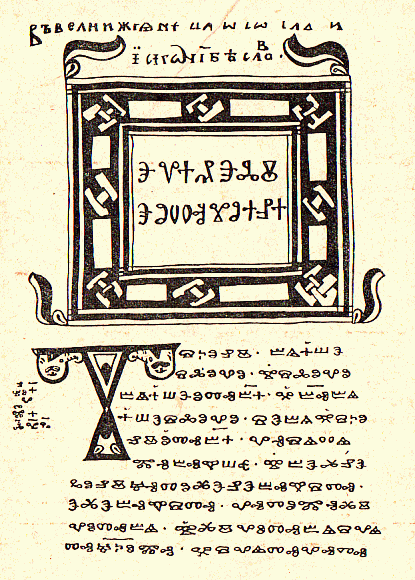
La première page de l'Évangile selon Jean de Codex Zographensis des Xe et XIe siècles, le plus ancien manuscrit avec le tétraévangile en vieux-slave.
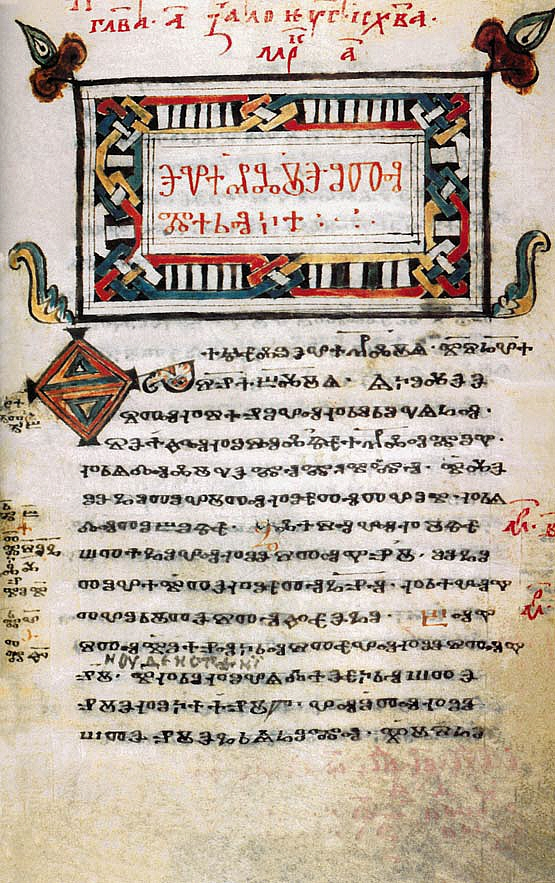
La première page de l'Évangile selon Marc de Codex Zographensis
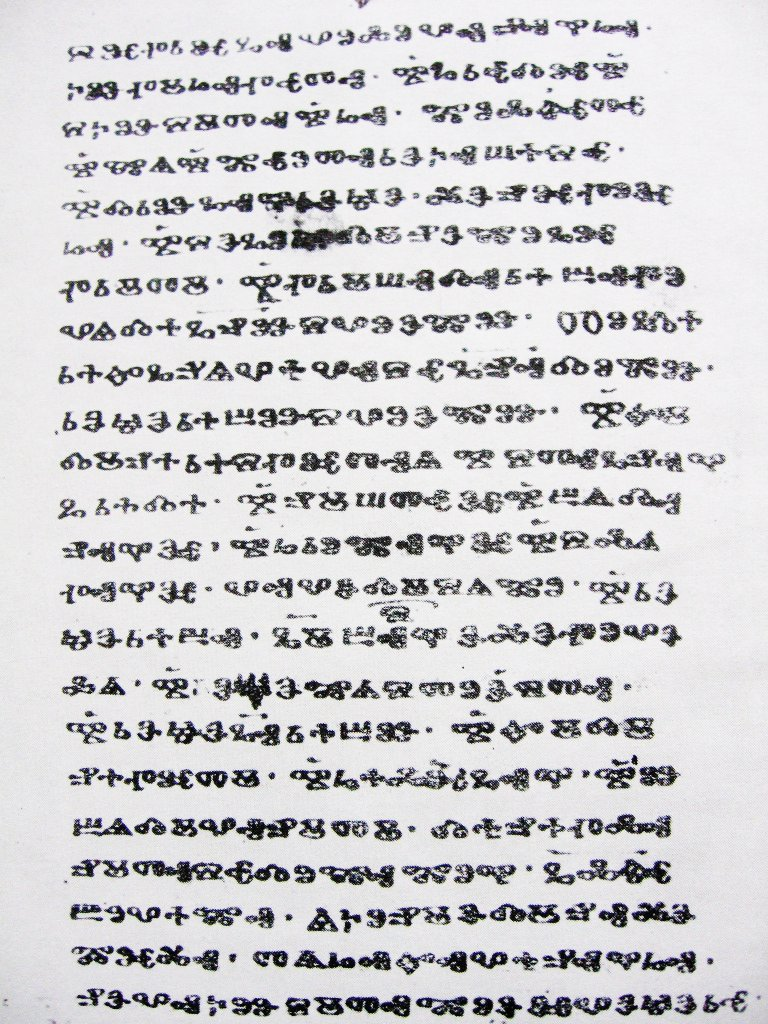
Évangile selon Luc, XIV, 19-24 de Codex Zographensis
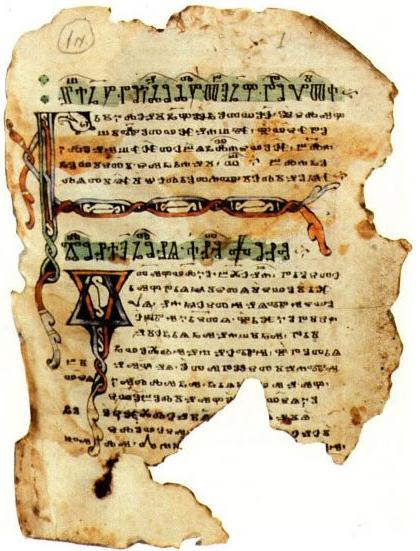
Livres de prières du Sinaï écrit en vieux-slave avec l'alphabet glagolitique (XIe siècle).
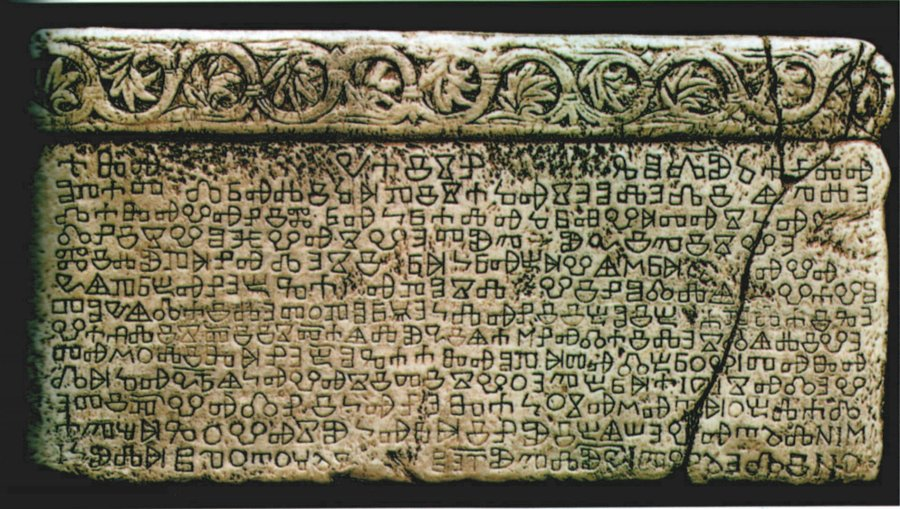
Stèle de Baška (XIe siècle).
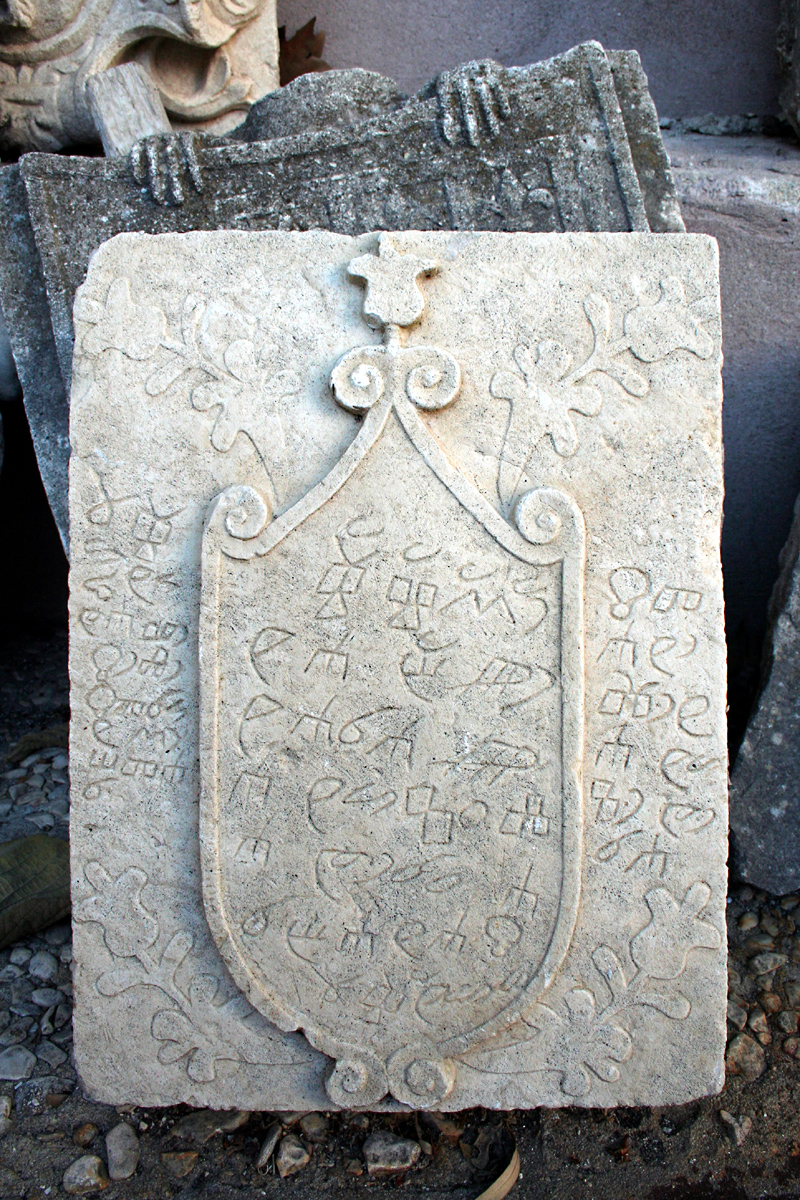
Inscriptions glagolitiques sur un élément architectural (Narodni Muzej, Zadar, Croatie).

## Caractéristiques
L'alphabet a deux variantes, ronde et carrée. La variante ronde est dominée par des cercles et des courbes légères, la variante angulaire (ou croate) comprend de nombreux angles droits et quelques trapèzes ; elle utilise de nombreuses ligatures typographiques que l'on peut comparer à celles des alphabets latin ou cyrillique.
La table suivante représente chaque lettre classée alphabétiquement, avec une représentation de sa variante arrondie, son nom, sa représentation phonétique approximative, la lettre grecque ou hébraïque équivalente utilisée littéralement (si cela est possible) et la lettre en cyrillique moderne correspondante si elle existe.
| Graphie | Graphie                  | Nom (cyrillique)        | Nom (transcrit)          | Phonème       | Équivalent grec ou hébreu | Équivalent cyrillique |
| ------- | ------------------------ | ----------------------- | ------------------------ | ------------- | ------------------------- | --------------------- |
| Ⰰ, ⰰ    | Az                       | Азъ                     | Az                       | /a/           | Α                         | А                     |
| Ⰱ, ⰱ    | Buki                     | Буки                    | Bouki                    | /b/           |                           | Б                     |
| Ⰲ, ⰲ    | Vedi                     | Веди                    | Vedi                     | /v/           | Β                         | В                     |
| Ⰳ, ⰳ    | Glagol                   | Глаголи                 | Glagoli                  | /g/           | Γ                         | Г                     |
| Ⰴ, ⰴ    | Dobro                    | Добро                   | Dobro                    | /d/           | Δ                         | Д                     |
| Ⰵ, ⰵ    | Jest                     | Есть                    | Est                      | /ɛ/, /jɛ/     | Ε                         | Е                     |
| Ⰶ, ⰶ    | Zhivete                  | Живете                  | Jivete                   | /ʓ/           |                           | Ж                     |
| Ⰷ, ⰷ    | Dzelo                    | Зело                    | Zelo                     | /d͡ʑ/          | Ζ                         | Ѕ                     |
| Ⰸ, ⰸ    | Zemlja                   | Земля                   | Zemlia                   | /z/           | Ζ                         | З                     |
| Ⰹ, ⰹ    | Izhe                     | Иже                     | Ije                      | /i/           | Η                         | Й                     |
| Ⰻ, ⰻ    | I                        | И, Ижеи                 | I, Ijeï                  | /i/           | Ι                         | І                     |
| Ⰼ, ⰼ    | Dzherv                   | Гѥрв                    | Gierv                    | /ɟ/           |                           | Ћ, Ђ                  |
| Ⰽ, ⰽ    | Kako                     | Како                    | Kako                     | /k/           | Κ                         | К                     |
| Ⰾ, ⰾ    | Ljudi                    | Люди                    | Lioudi                   | /l/, /ʎ/      | Λ                         | Л                     |
| Ⰿ, ⰿ    | Mislete                  | Мыслете                 | Myslete                  | /m/           | Μ                         | М                     |
| Ⱀ, ⱀ    | Nash                     | Наш                     | Nach                     | /n/, /ɲ/      | Ν                         | Н                     |
| Ⱁ, ⱁ    | On                       | Он                      | On                       | /ɔ/           | Ο                         | О                     |
| Ⱂ, ⱂ    | Pokoj                    | Покой                   | Pokoï                    | /p/           | Π                         | П                     |
| Ⱃ, ⱃ    | Rtsi                     | Рцы                     | Rtsy                     | /r/, /rʲ/     | Ρ                         | Р                     |
| Ⱄ, ⱄ    | Slovo                    | Слово                   | Slovo                    | /s/           | Σ                         | С                     |
| Ⱅ, ⱅ    | Tverdo                   | Твердо                  | Tverdo                   | /t/           | Τ                         | Т                     |
| Ⱆ, ⱆ    | Uk                       | Ук                      | Ouk                      | /u/           | ΟΥ                        | У                     |
| Ⱇ, ⱇ    | Fert                     | Ферт                    | Fert                     | /f/           | Φ                         | Ф                     |
| Ⱈ, ⱈ    | Kher                     | Хер                     | Kher                     | /x/           | Χ                         | Х                     |
| Ⱉ, ⱉ    | Oht                      | От                      | Ot                       | /o/           | Ω                         | Ѡ, Ѿ                  |
| Ⱌ, ⱌ    | Tsi                      | Цы                      | Tsy                      | /t͡ɕ/          | ץ                         | Ц                     |
| Ⱍ, ⱍ    | Cherv                    | Червь                   | Tcherv                   | /t͡ʆ/          |                           | Ч                     |
| Ⱎ, ⱎ    | Sha                      | Ша                      | Cha                      | /ʆ/           | ש                         | Ш                     |
| Ⱋ, ⱋ    | Shta                     | Шта                     | Chta                     | /ʆtʲ/         |                           | Щ                     |
| Ⱏ, ⱏ    | Jer                      | Ер                      | Er                       | /ɘ̯/           |                           | Ъ                     |
| ⰟⰉ, ⱏⰹ  | Jery                     | Еры                     | Ery                      | /ɨ/           |                           | Ы                     |
| Ⱐ, ⱐ    | Jerj                     | Ерь                     | Er'                      | /ɪ̯/           |                           | Ь                     |
| Ⱑ, ⱑ    | Jat                      | Ять                     | Iat'                     | /jæ/, /æ/     |                           | Ѣ                     |
| Ⱖ, ⱖ    |                          | Ё                       | Io                       | /jɔ/          |                           |                       |
| Ⱓ, ⱓ    | Ju                       | Ю                       | Iou                      | /ju/          |                           | Ю                     |
| Ⱔ, ⱔ    | Jus Malij                | Юс малый                | Ious maly                | /ɛ̃/           |                           | Ѧ                     |
| Ⱗ, ⱗ    | Jus Malij Jotirovannij   | Юс малый йотированный   | Ious maly ïotirovanny    | /jɛ̃/          |                           | Ѩ                     |
| Ⱘ, Ⱘ    | Jus Bolshoj              | Юс большой              | Ious bolchoï             | /ɔ̃/           |                           | Ѫ                     |
| Ⱙ, ⱙ    | Jus Bolshoj Jotirovannij | Юс большой йотированный | Ious bolchoï ïotirovanny | /jɔ̃/          |                           | Ѭ                     |
| Ⱚ, ⱚ    | Thita                    | Фита                    | Fita                     | /f/, /θ/      | Θ                         | Ѳ                     |
| Ⱛ, ⱛ    | Izhitsa                  | Ик                      | Ik                       | /v/, /i/, /y/ | Υ                         | Ѵ                     |

## Codage informatique
- Code d’écriture ISO 15924 : Glag

### Unicode
| en fr  | 0 | 1 | 2 | 3 | 4 | 5 | 6 | 7 | 8 | 9 | A | B | C | D | E | F |
| ------ | - | - | - | - | - | - | - | - | - | - | - | - | - | - | - | - |
| U+2C00 | Ⰰ | Ⰱ | Ⰲ | Ⰳ | Ⰴ | Ⰵ | Ⰶ | Ⰷ | Ⰸ | Ⰹ | Ⰺ | Ⰻ | Ⰼ | Ⰽ | Ⰾ | Ⰿ |
| U+2C10 | Ⱀ | Ⱁ | Ⱂ | Ⱃ | Ⱄ | Ⱅ | Ⱆ | Ⱇ | Ⱈ | Ⱉ | Ⱊ | Ⱋ | Ⱌ | Ⱍ | Ⱎ | Ⱏ |
| U+2C20 | Ⱐ | Ⱑ | Ⱒ | Ⱓ | Ⱔ | Ⱕ | Ⱖ | Ⱗ | Ⱘ | Ⱙ | Ⱚ | Ⱛ | Ⱜ | Ⱝ | Ⱞ | Ⱟ |
| U+2C30 | ⰰ | ⰱ | ⰲ | ⰳ | ⰴ | ⰵ | ⰶ | ⰷ | ⰸ | ⰹ | ⰺ | ⰻ | ⰼ | ⰽ | ⰾ | ⰿ |
| U+2C40 | ⱀ | ⱁ | ⱂ | ⱃ | ⱄ | ⱅ | ⱆ | ⱇ | ⱈ | ⱉ | ⱊ | ⱋ | ⱌ | ⱍ | ⱎ | ⱏ |
| U+2C50 | ⱐ | ⱑ | ⱒ | ⱓ | ⱔ | ⱕ | ⱖ | ⱗ | ⱘ | ⱙ | ⱚ | ⱛ | ⱜ | ⱝ | ⱞ | ⱟ |